# Sarothrura
Genre
Sarothrura est un genre d'oiseaux de la famille des Sarothruridae, constitué de neuf espèces.

## Liste des espèces
Selon la classification de référence (version 10.1, 2020) du Congrès ornithologique international (ordre phylogénique) :
- Sarothrura pulchra – Râle perlé
- Sarothrura elegans – Râle ponctué
- Sarothrura rufa – Râle à camail
- Sarothrura lugens – Râle à tête rousse
- Sarothrura boehmi – Râle de Böhm
- Sarothrura affinis – Râle affin
- Sarothrura insularis – Râle insulaire
- Sarothrura ayresi – Râle à miroir
- Sarothrura watersi – Râle de Waters